# Вальдальер
Вальдальер (фр. Valdallière) — новая коммуна на севере Франции, регион Нормандия, департамент Кальвадос, округ Вир, кантон Конде-ан-Норманди. Расположена в 54 км к юго-западу от Кана.
Население (2018) — 5 853 человека.

## История
Коммуна образована 1 января 2016 года путем слияния четырнадцати коммун, до 2015 года составлявших кантон Васси: 
- Берньер-ле-Патри
- Бюрси
- Васси
- Вьессуа
- Ла-Рок
- Ле-Дезер
- Ле-Тей-Бокаж
- Моншан
- Прель
- Пьер
- Рюлли
- Сен-Шарль-де-Перси
- Шендолле
- Эстри

Центром коммуны является Васси. От этого же города к новой коммуне перешли почтовый индекс и код INSEE. На картах в качестве координат Вальдальера указываются координаты Васси.

## Экономика
Структура занятости населения:
- сельское хозяйство — 26,9 %
- промышленность — 6,2 %
- строительство — 4,0 %
- торговля, транспорт и сфера услуг — 35,2 %
- государственные и муниципальные службы — 27,6 %

Уровень безработицы (2017) — 10,4 % (Франция в целом —  13,4 %, департамент Кальвадос — 12,5 %). 

Среднегодовой доход на 1 человека, евро (2018) — 19 510 (Франция в целом — 21 730, департамент Кальвадос — 21 490).

## Администрация
Пост мэра Вальдальера с 2020 года занимает Фредерик Броньяр (Frédéric Brogniart). На муниципальных выборах 2020 года возглавляемый им независимый список победил в 1-м туре, получив 51,18 % голосов.
| Период | Период | Фамилия          | Партия        | Примечания                                                             |
| ------ | ------ | ---------------- | ------------- | ---------------------------------------------------------------------- |
| 2016   | 2020   | Мишель Рока      | Разные правые | врач, член Генерального совета и Совета департамента, бывший мэр Васси |
| 2020   |        | Фредерик Броньяр |               | бывший мэр Берньер-ле-Патри                                            |

## Города-побратимы
- Трифенштайн, Германия